# 424 f.Kr.

## Händelser

### Efter plats

#### Persiska riket
- Xerxes II är kung av Persiska riket i endast omkring 45 dagar innan han dödas. Han rapporteras ha blivit mördad medan han är full, av Farnakyas och Menostanes på order av Sekydianos (Sogdianos), son till en av Artaxerxes I:s konkubiner, Alogyne från Babylon.

#### Grekland
- Vid kongressen i Gela övertalar statsmannen Hermokrates från Syrakusa städerna på Sicilien att gå med på att sluta fred och påskynda avvisandet av utländska makter. Som ett resultat av detta tar det treåriga kriget mellan hans stad och Siciliens proatenska städer slut och de atenska styrkor, som har skickats till ön för att understödja grekisk kolonisation, tvingas dra sig tillbaka.
- Demosthenes och Hippokrates försöker erövra Megara, men de besegras av spartanerna under general Brasidas. Demosthenes marscherar sedan mot Naupaktos för att stödja en demokratisk revolution och samla trupper för en invasion av Boeotien. Demosthenes och Hippokrates kan dock inte koordinera sina anfall och Hippokrates besegras i slaget vid Delion av Pagondas från Thebe. Under slaget sägs Sokrates ha räddat livet på Alkibiades. Demosthenes anfaller Sikyon, men blir också besegrad.
- Efter att ha stoppat det atenska anfallet mot Megara marscherar Brasidas genom Boeotien och Thessalien till Chalkidike i spetsen för 700 heloter och 1000 peloponnesiska legosoldater för att gå med den makedoniske kungen Perdikkas II. Då han vägrar bli ett verktyg för att främja Perdikkas ambitioner vinner Brasidas över de viktiga städerna Akanthos, Stagiros, Amfipolis och Torone samt ett antal mindre städer på sin sida. Ett anfall mot Eion hindras genom att Thukydides anländer i spetsen för en atensk skvadron.
- Brasidas erövring av staden Amfipolis är ett stort bakslag för Aten, för vilket den atenske generalen (och framtide historikern) Thukydides hålls ansvarig och förvisas. Detta ger Thukydides chansen att i fred kunna studera för att skriva sin Historia om det peloponnesiska kriget och för att resa samt knyta nya kontakter, särskilt på den peloponnesiska sidan (Sparta och dess allierade).
- Nikias erövrar den peloponnesiska ön Kythera, från vilken han ämnar hindra spartanerna.

### Efter ämne

#### Arkitektur
- Templet åt Nike (även känt som Den vinglösa segern) på Atens akropolis står färdigt. Det har ritats av den atenske arkitekten Kallikrates.

## Avlidna
- Xerxes II, konung av Persiska riket i 45 dagar detta år.
- Amestris, persisk drottning.
- Damaspia, persisk drottning.